# Loddon Shire
Koordinaten: 38° 25′ S, 143° 37′ O

Das Loddon Shire ist ein lokales Verwaltungsgebiet (LGA) im australischen Bundesstaat Victoria. Das Gebiet ist 6696,4 km² groß und hat etwa 7500 Einwohner.
Loddon liegt im mittleren Norden Victorias etwa 240 km nordwestlich der Hauptstadt Melbourne und schließt folgende Ortschaften ein: Boort, Pyramid Hill, Serpentine, Dingee, Newbridge, Korong Vale, Wedderburn, Inglewood, Mitiamo, Bridgewater on Loddon und Tarnagulla. Der Sitz des City Councils befindet sich in Wedderburn im Westen der LGA, einem Ort mit gerade einmal an die 660 Einwohnern.
Das relativ große, dünn besiedelte Gebiet ist vor allem landwirtschaftlich geprägt. 46 % aller Beschäftigten arbeiten in der Landwirtschaft. Fleisch (Schaf, Rind), Milch und Getreide sind die wichtigsten Erzeugnisse der Region.
Daneben blickt Loddon Shire auf eine lange Goldgräbervergangenheit zurück. Zwar liegt das Shire in einer sehr ertragreichen Region, aber der Wassermangel erschwerte vielerorts die Goldgewinnung, so dass nach den ersten Funden 1852 keine größeren dauerhaften Siedlungen entstanden. Noch hundert Jahre später wurden im Ortsbereich von Wedderburn mehrere große Nuggets bis zu 145 Feinunzen (4,5 kg) gefunden und auch heute sind noch viele Goldsucher in der Region unterwegs. Vielfach dienen die alten Goldgräberstätten und Minen als Touristenattraktionen.

## Verwaltung
Der Loddon Shire Council hat fünf Mitglieder, die von den Bewohnern der vier Wards gewählt werden. Von diesen vier Bezirken stellen Boort, Terrick und Wedderburn je einen, Kooyoora zwei Councillor. Aus dem Kreis der Councillor rekrutiert sich auch der Mayor (Bürgermeister) des Councils.